# Airfast Indonesia
PT. Airfast Indonesia è un vettore aereo con sede a Tangerang, Indonesia. È specializzata in operazioni ad hoc, servizi di gestione degli aerei e servizi charter per trasporto di passeggeri e merci per le industrie petrolifere, minerarie e per le costruzioni in Indonesia e in altri paesi dell'area. Si occupa anche di mappatura aerea, voli di rilevamento, eli-logging e servizi di evacuazione medica. La sua base principale è l'aeroporto Internazionale Soekarno-Hatta, Giacarta.
Airfast Indonesia è elencata nella categoria 1 dall'autorità per l'aviazione civile indonesiana per la qualità della sicurezza aerea. Airfast Indonesia è una delle cinque compagnie aeree ora autorizzate a volare in Europa dall'Indonesia.

## Storia
La compagnia aerea è stata fondata e ha iniziato le operazioni nel 1971 per fornire elicotteri e velivoli ad ala fissa all'industria di esplorazione petrolifera in Indonesia, inizialmente come una joint venture australiana-indonesiana, ma si è evoluta in una società completamente di proprietà indonesiana nel 1982 quando ha acquisito Zamrud Aviation Corp. Era di proprietà di Frank Reuneker (53%) e altri azionisti (47%).

## Servizi
- I servizi in elicottero includono il trasporto di passeggeri onshore e offshore, voli di evacuazione medica, trasporto di carichi interni ed esterni, spostamenti di piattaforme di perforazione, supporto alla costruzione e lavoro di rilevamento aereo.
- I servizi di ala fissa includono voli charter di passeggeri e merci, voli di evacuazione medica, operazioni di compagnie aeree non di linea e lavori di rilevamento aereo.

## Flotta

### Flotta attuale
Oltre a vari elicotteri, ad ottobre 2024 la flotta di Airfast Indonesia è così composta:

### Flotta storica

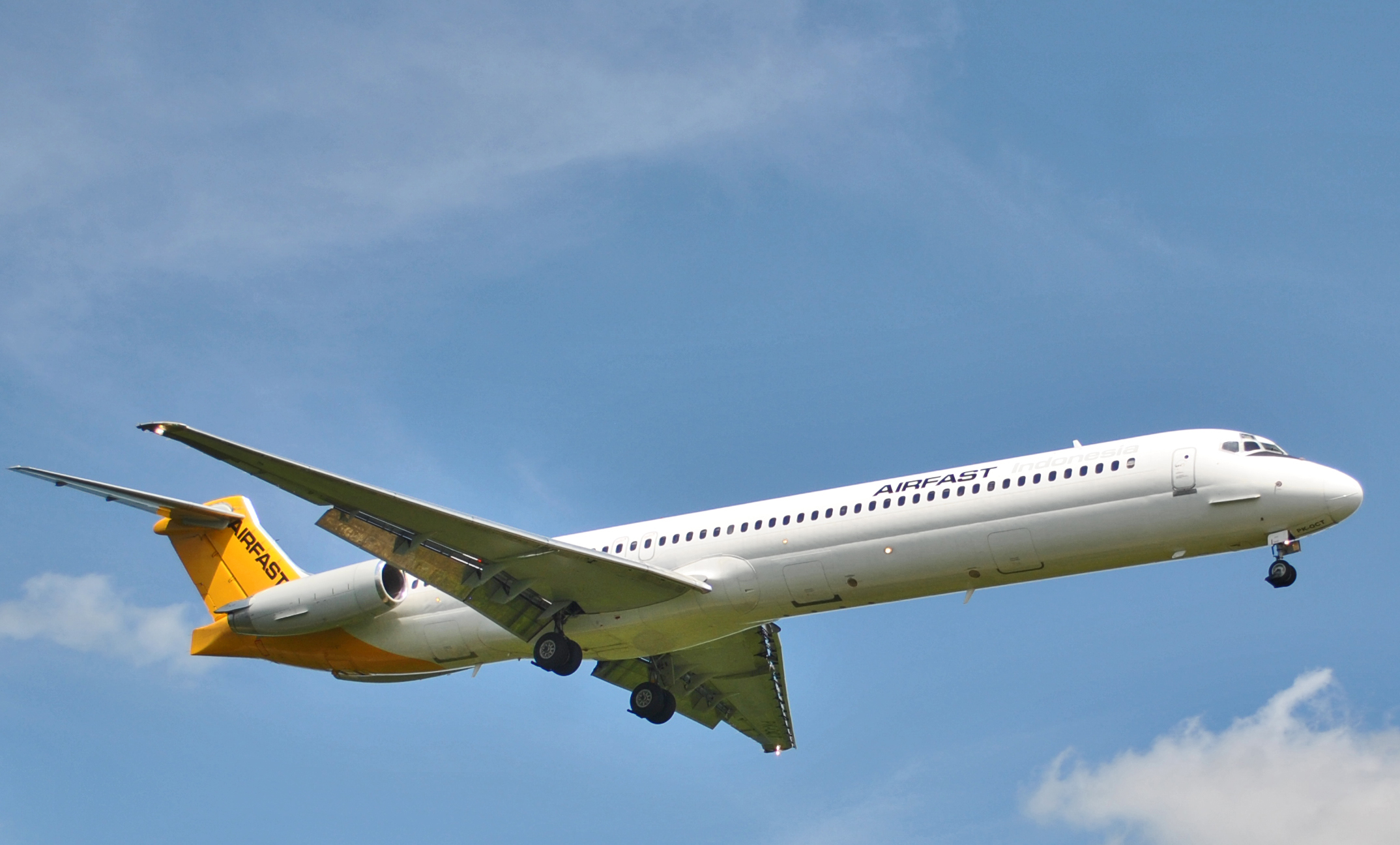
Un McDonnell Douglas MD-82.

Nel corso degli anni, Airfast Indonesia ha operato con i seguenti modelli di aeromobili:

## Incidenti
- Il 28 aprile 1981, un Douglas C-47, marche PK-OBK, precipitò durante l'avvicinamento a Pekanbaru. Le vittime furono 9 dei 17 a bordo.[8]
- Il 15 agosto 1984, un Douglas C-47, marche PK-OBC, collise con una montagna all'altitudine di 10 500 piedi (3 200 m). Dei tre occupanti, solo uno sopravvisse.[9]
- Il 25 gennaio 1990, un Hawker Siddeley HS 748, marche PK-OBW, si schiantò sul monte Rinjani. Mentre era in rotta verso Selaparang. Nessuno dei 19 a bordo sopravvisse.[10]